# Берег Бадда
Бе́рег Ба́дда (англ. Budd Coast) — часть побережья Земли Уилкса в Восточной Антарктиде, лежащая между 109°16' и 115°33' восточной долготы.
Берег Бадда вдаётся в море в виде большого полуострова, который почти полностью покрыт мощным слоем льда. На западном побережье этого полуострова находится оазис Грирсона, где находится австралийская научная станция Уилкс.
Берег Бадда был открыт в 1840 году американской экспедицией Чарльза Уилкса и назван в честь капитана одного из экспедиционных судов Томаса Бадда.